# 1996년 시카고 영화 비평가 협회상
제9회 시카고 비평가 협회상은 1996년 영화를 대상으로 1997년 3월 10일에 열린 시상식이다.

## 수상 및 후보

### 작품상
- 파고

### 감독상
- 파고 - 조엘 코엔 수상

### 남우주연상
- 슬링 블레이드 - 빌리 밥 손튼 수상

### 여우주연상
- 파고 - 프란시스 맥도맨드 수상

### 남우조연상
- 제리 맥과이어 - 쿠바 구딩 쥬니어 수상

### 여우조연상
- 브라더 스토리 - 일마 P. 홀 수상

### 각본상
- 파고 - 코엔형제 수상

### 외국어영화상
- Decalogue

### 촬영상
- 잉글리쉬 페이션트 - 존 세일 수상

### 음악상
- 파고 - 카터 버웰 수상

### 유망남우상
- 프라이멀 피어 - 에드워드 노튼 수상

### 유망여우상
- 래리 플린트 - 코트니 러브 수상

### 공헌상
- 해롤드 래미스 수상
- Community Film Workshop